# M'Nabha
M'Nabha (arabiska: المنابهة) är en ort i Marocko, som i folkräkningen räknas som stad i landskommunen med samma namn. Den ligger i prefekturen Marrakech och regionen Marrakech-Safi, 270 km sydväst om huvudstaden Rabat. Antalet invånare var 1 169 vid folkräkningen 2014.